# Deltochilum variolosum
Deltochilum variolosum är en skalbaggsart som beskrevs av Hermann Burmeister 1873. Deltochilum variolosum ingår i släktet Deltochilum och familjen bladhorningar. Inga underarter finns listade i Catalogue of Life.